# 気象ドローン
気象ドローン、または気象観測無人航空機 (UAV) とは、 重量 25 kg 未満の遠隔操縦航空機であり、高度6kmまでの中層および下層大気から熱力学および力学的データを収集するセンサーを搭載する。
UAV の空域へのアクセス、空域規制の遵守、世界気象機関の要件を満たすために必要な技術開発に関する交渉が進行中であるため、気象ドローンはまだ国家気象水文局 (NMHS) の支援には使用されていない。
気象ドローンは主に、科学研究ミッションや産業用途を目的に配備されている。

## 歴史

### 初期の提案
大気パラメータ測定用の UAV が最初に記録されたのは 1970 年で、このときは気象測定結果を共有するための「測定プラットフォームとして小型ラジコン飛行機が使用された」。 この研究は空軍ケンブリッジ研究所とNASAワロップス基地の支援を受けた。著者らは、「気象センサーや計測機器を運ぶための、シンプルで経済的、制御可能、回収可能なプラットフォーム」の必要性を指摘し、小型のラジコン航空機を使用して気象データを収集することが実現可能かつ有用であることを実証した。
気象ドローン開発における 2 番目のマイルストーンは、1993 年に米国海軍研究局 (ONR) の支援を受けてコロラド大学の研究者グループによって構築されたプロトタイプだった。 エアロゾンデと呼ばれる固定翼ドローンの目標は、地球上の遠隔地やアクセスできない地域でも気象データの収集を可能にすることだった。 1995 年には、オーストラリア気象局と Insitu Group を下請けとする Environmental Systems and Services (ES&S) Pty Ltd. によって、オーストラリアでさらなる開発が行われた。 1999 年に、すべての運営と開発はオーストラリアに拠点を置く Aerosonde Ltd によって行われ始めた。2007 年以来、Aerosonde Ltd はアメリカの複合企業テキストロン の一部となっています。 2016 年までに、エアロゾンデは軍事作戦用の諜報・監視・偵察 (ISR) 航空機となり、気象データ収集機能は二次的なものになった。

### その後の展開
2009年、アメリカ国立研究評議会は「気象と気候を根本から観察する：全国ネットワークのネットワーク」という報告書を発表し、ラジオゾンデよりも適切な垂直メソスケール観測方法の必要性を強調した。
それ以来、気象ドローンに焦点を当てた研究プログラムが増加している。 オクラホマ大学の自律センシングおよびサンプリングセンターは、この分野で最も活発なグループである。 その研究者たちはコプターゾンデを開発し、メソスケールからデータを収集するために気象ドローンを 1 ～ 2 時間ごとに発射するステーションのネットワークである 3D メゾネットのコンセプトを作成した。
2022年、米国海洋大気庁（NOAA）は気象ドローンArea-I Altius-600を初めてハリケーン（ハリケーン・イアン）に投入した。固定翼ドローンは、ハリケーンの目の内側の低高度（900 m ～ 1.3 km）を飛行し、目の壁に到達し、温度、圧力、湿度の値を収集した。
市販の気象ドローンは希少であり、市場の大部分は2013年以来メテオドローンの開発・製造会社であるスイスの会社メテオマティクスAGによって供給されている。 2020年にはイギリスの会社メナピアがメットスプライトで市場に参入した。

## 種類

### 固定翼
最初の気象ドローンは固定翼を使用していた。これにより、研究者は操縦航空機の分野から技術的進歩を導入することができ、長時間、長距離の飛行が可能なことが特徴である。

### 回転翼
回転翼気象ドローンは、漂流するラジオゾンデよりも汎用性が高く、操作が簡単で、垂直方向のプロファイルに適しているため、より人気がある。

## 利点と限界
I2019年、世界気象機関（WMO）はフランス気象局メテオフランスと協力して、「運用気象報告書における無人航空機（UAV）の使用に関するWMOワークショップ」を開催した。参加者の中には、国立気象センター、大学の研究グループ、民間企業のメンバーが気象ドローンの応用について議論した。
ワークショップの議論では、気象ドローンは境界層から現場の測定値を収集し、データのギャップを埋め、数値的な気象予測の精度を向上させるのに有用であると結論づけ。しかし、気象ドローンが国の気象サービスをサポートできるようになるには、以下の問題に対処しなければならない
- 国または地域全体の空域規制におけるドローン法整備の欠如
- 飛行、給油、燃料残量の維持の自動化が限定的

さらに、気象ドローンの安全を確保し、紛失を防ぐためには、飛行中の大気の氷結や過度の風の抵抗に対する耐久性も求められる。 1990 年代に最初のエアロゾンデが開発されて以来、多くの航空機の損失を引き起こした着氷の問題を解決するための研究が行われてきた。  2016 年、スイスの企業 Meteomatics は、着氷の危険性が検出されるたびにローターブレードを加熱する除氷装置を開発した最初の組織だった。